# Sidney John Chapman
Sidney John Chapman, född 20 april 1871 och död 29 augusti 1951, var en brittisk nationalekonom.
Chapman var lärare i nationalekonomi vid Owens college i Manchester 1901–1917, och anställd vid handelsdepartementet från 1918. I sina vetenskapliga skrifter, bland annat Outlines of political economy (1911), anslöt sig Chapman i stort till Alfred Marshalls teorier.